# 基礎英語ミニ
基礎英語ミニ（きそえいごミニ）は、NHK Eテレで2012年4月4日から2013年3月27日まで放送されていた語学番組。

## 概要

### 2012年上期
英語の基本となる「語順」の知識を、転がるサイコロのアニメーションで解説する。『おとなの基礎英語』で使用された例文を使用する、基礎英語シリーズの復習的番組。

### 2012年下期
『おとなの基礎英語』のスキットとフレーズを紹介する。

## 放送時間
- NHK Eテレ 水曜日22:20-22:25／月曜日06:00-06:05

## キャスト・スタッフ
- 制作：NHKエデュケーショナル
- 制作協力：ディレクションズ

### 2012年上期
- 出演：スティーブン・アシュトン
- 監修：田地野彰（京都大学教授）
- 監修協力：金丸敏幸（京都大学大学院助教）

### 2012年下期
- 出演：肘井美佳
- 監修：松本茂（立教大学教授）